# Yulitza Meneses
Yulitza Meneses Prieto (9 de noviembre de 1985) es una deportista cubana que compitió en piragüismo en la modalidad de aguas tranquilas. Ganó cuatro medallas en los Juegos Panamericanos en los años 2007 y 2011.

## Palmarés internacional
| Juegos Panamericanos | Juegos Panamericanos    | Juegos Panamericanos | Juegos Panamericanos |
| Año                  | Lugar                   | Medalla              | Competición          |
| -------------------- | ----------------------- | -------------------- | -------------------- |
| 2007                 | Río de Janeiro (Brasil) | Medalla de oro       | K4 500 m             |
| 2007                 | Río de Janeiro (Brasil) | Medalla de plata     | K2 500 m             |
| 2011                 | Guadalajara (México)    | Medalla de oro       | K2 500 m             |
| 2011                 | Guadalajara (México)    | Medalla de bronce    | K4 500 m             |